# Lenola
Lenola – miejscowość i gmina we Włoszech, w regionie Lacjum, w prowincji Latina.
Według danych na rok 2004 gminę zamieszkiwało 4126 osób, 91,7 os./km².